# Kartolo
Kartolo (Yogyakarta, ... – Yogyakarta, 18 gennaio 1949) è stato un attore e compositore indonesiano.
Nato a Yogyakarta in una nobile famiglia, entrò nel teatro e sposò l'attrice Roekiah intorno al 1933. I due, che vivevano a Batavia (ora Giacarta) recitarono in numerosi film insieme, a partire dal successo del 1937 Terang Boelan. Tuttavia, non interpretarono mai la coppia di innamorati, ma sempre ruoli differenti. Dopo la morte di Roekiah nel 1945, Kartolo riportò la famiglia a Yogyakarta e lavorò con Radio Republik Indonesia fino alla sua morte. Uno dei suoi figli, Rachmat Kartolo, divenne un attore negli anni sessanta e settanta.

## Biografia

### Primi anni
Kartolo nacque a Yogyakarta, nelle Indie orientali olandesi (ora Indonesia), da una famiglia di nobili origini. Intorno al 1933, mentre era membro della compagnia itinerante Palestina, incontrò la sua futura moglie Roekiah, attrice teatrale e cantante kroncong (la musica tradizionale indonesiana con influenze portoghesi) a Batavia (l'odierna Giacarta). I due decisero di lasciare la compagnia e di recitare a Singapore con la concorrente Faroka.

### Carriera cinematografica
Nel 1937 Kartolo e Roekiah fecero la loro prima apparizione cinematografica nel film di Albert Balink Terang Boelan: il primo come personaggio secondario e spalla comica, mentre la seconda come vera co-protagonista assieme a Rd Mochtar, interpretando la coppia di innamorati. La pellicola fu un enorme successo commerciale ed incassò duecentomila dollari dello Stretto nella Malesia britannica, Quando lo studio di produzione Algemeen Nederlandsch Indisch Filmsyndicaat cessò la realizzazione di lungometraggi, Kartolo e altri attori migrarono alla Tan's Film. Parallelamente, con Roekiah aveva fondato la Terang Boelan Troupe, che però si sciolse subito dopo un tour teatrale a Singapore.
La Tan's Film utilizzò in toto il cast, rispettandone i ruoli, di Terang Boelan per il suo Fatima, di Joshua ed Othniel Wong. Rispettando la formula dell'opera di Balink, anche questo riscosse un grande successo al botteghino, guadagnando duecentomila gulden su un budget stimato di sole settemila e rendendo Roekiah e Mochtar la prima coppia di celebrità del Cinema delle Indie; quando Mochtar abbandonò la casa di produzione nel 1940, Rd Djoemala lo sostituì nell'interpretare il ruolo del giovane innamorato. Kartolo invece proseguì come caratterista al fianco della moglie, la quale cantò sempre le canzoni da lui composte: i due ricevettero una commissione mensile di duecento gulden, il doppio di quanto gli era stato dato per Terang Boelan, e anche una casa a Tanah Rendah. Complessivamente, comparvero insieme in sei produzioni, ma mai come amanti.
La produzione cinematografica nelle Indie subì una battuta d'arresto significativa con l'Occupazione giapponese nei primi del 1942, con la chiusura di tutti gli studi produzione, eccetto uno. Kartolo quindi recitò in due film di propaganda nipponica promossi dal governo locale, senza però Roekiah: fu poi in Berdjoang (1943) e nel cortometraggio Djatoeh Berkait (1944).

### Ultimi anni
Dopo la morte di Roekiah nel 1945, Kartolo lasciò Giacarta (rinominata così durante l'occupazione) con i suoi figli, andando a lavorare a Radio Republik Indonesia per tre anni. Questo periodo fu molto agitato, in quanto segnato dai tumulti della guerra d'indipendenza indonesiana, una lotta contro gli olandesi che erano tornati per riconquistare le Indie dopo la resa del Giappone. Quando gli olandesi presero Yogyakarta in seguito all'operazione Kraai nel dicembre 1948, Kartolo rifiutò di cooperare con il governo coloniale. Morì poco dopo, il 18 gennaio 1949.
Dei cinque figli, uno morì mentre era a Yogyakarta, mentre gli altri furono portati a Giacarta e cresciuti dall'amico intimo dell'attore Adikarso. Uno di loro, Rachmat Kartolo, seguì le orme del padre e fu attivo nel cinema fino agli anni '70.

## Filmografia
- Terang Boelan, regia di Albert Balink (1937)
- Fatima, regia di Joshua ed Othniel Wong (1938)
- Gagak Item, regia di Joshua ed Othniel Wong (1939)
- Siti Akbari, regia di Joshua ed Othniel Wong (1940)
- Roekihati, regia di Joshua ed Othniel Wong (1940)
- Sorga Ka Toedjoe, regia di Joshua ed Othniel Wong (1940)
- Poesaka Terpendam (1941)
- Koeda Sembrani, regia di Joshua ed Othniel Wong (1942)
- Berdjoang, regia di Rd Ariffien (1943)
- Djatoeh Berkait (1944)